# Berílio
O berílio (do grego βερυλλoς, berilo) é um elemento químico de símbolo Be, com número atômico 4 (4 prótons e 4 elétrons) e massa atômica 9 u . É um elemento alcalino-terroso, bivalente, tóxico, de coloração cinza, duro, leve, quebradiço e sólido na temperatura ambiente. Pertence ao grupo (ou família) 2 (anteriormente chamada IIA)
É empregado para aumentar a resistência de ligas metálicas(especialmente a de cobre). É empregado para produzir diversos instrumentos (giroscópios), dispositivos (molas de relógios) e em reatores nucleares.
Foi descoberto pelo francês Louis Nicolas Vauquelin em 1798 na forma de óxido no berilo e na esmeralda. O elemento foi isolado independentemente por Friedrich Wöhler e Antoine Bussy em 1828.
O uso comercial do berílio requer a utilização de equipamentos de controle adequado do pó e o controle industrial em período contínuo porque a toxicidade da inalação de substâncias que possuem o berílio pode causar uma doença crônica com risco de vida chamada beriliose.

## Características principais

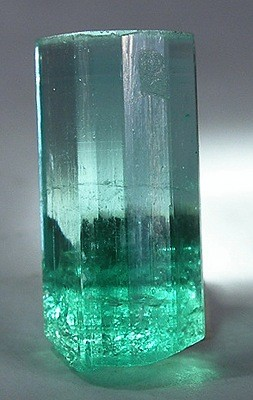
A esmeralda é um composto químico natural que contém berílio.

O berílio apresenta um dos pontos de fusão mais altos entre os metais leves. A maleabilidade é aproximadamente 33% maior que a do aço. Tem uma grande condutividade térmica, não é magnético e resiste ao ataque do ácido nítrico. É bastante permeável aos raios X e, como o rádio e o polônio, libera nêutrons quando é bombardeado com partículas alfa (na ordem de 30 nêutrons por milhão de partículas alfa). Nas condições normais de pressão e temperatura o berílio resiste à oxidação com o ar, ainda que a propriedade de limitar a oxidação do cristal deva-se provavelmente à formação de uma delgada capa de óxido.

### Abundância e obtenção
O berílio é encontrado em cerca de 30 minerais diferentes, sendo os mais importantes berilo, bertrandita, crisoberilo e fenaquita, que são as principais fontes de obtenção do berílio. Atualmente a maioria do metal é obtido mediante a redução do fluoreto de berílio com magnésio ou pela eletrólise do tetrafluoreto de berílio e potássio. As formas preciosas do berílio são a água-marinha e a esmeralda.
Geograficamente, as maiores reservas estão nos Estados Unidos, que lideram a produção mundial de berílio, seguido da Rússia e China. Estima-se que as reservas mundiais estejam acima de 80.000 toneladas.

## Aplicações
- Produção da liga metálica cobre-berílio para uma grande variedade de aplicações.
- Em diagnósticos com raios X usam-se delgadas lâminas de berílio para filtrar a radiação visível, bem como na litografia com raios-X para a reprodução de circuitos integrados.
- Moderador de nêutrons em reatores nucleares.
- Por sua rigidez, leveza e estabilidade dimensional, é empregado na construção de diversos dispositivos como giroscópios, guias de projéteis e de foguetes, equipamentos de informática, molas de relógio e instrumentais diversos.[2]
- O óxido de berílio é utilizado quando são necessários elevada condutividade térmica, propriedades mecânicas, pontos de fusão elevados e isolamento elétrico.
- Até recentemente eram empregados compostos de berílio em tubos fluorescentes.
- Em espelhos ultra-leves usados em telescópios espaciais, como por exemplo, no telescópio Espacial James Webb da NASA.

### Acústica
O baixo peso e a alta rigidez do berílio faz dele conveniente como um material para transdutores de conversão de energia elétrica para energia sonora de alta frequência. Devido o berílio ser caro (muitas vezes mais do que o titânio), a dificuldade de conformar devido sua fragilidade e tóxico se mal manejado, os tweeteres de berílio são limitados as aplicações não residenciais,nos equipamentos de sons para profissionais e sistemas de som direcionado ao público (PA's ou Public Address). Devido a alta performance do berílio em sistemas acústicos, as propagandas de muitos produtos acústicos citam a aplicação do berílio, apesar de muitas vezes não ser verdade.

## História

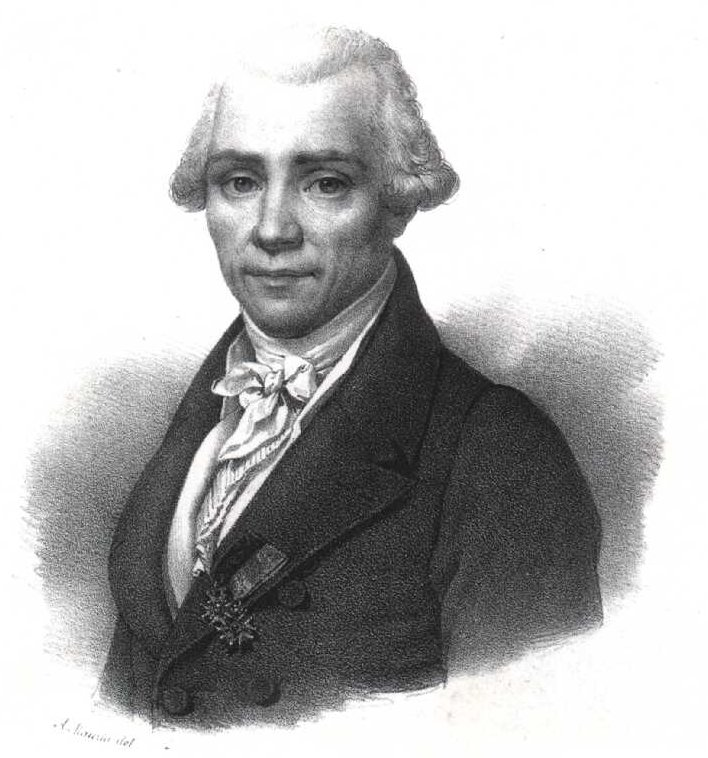
Louis Nicolas Vauquelin é o descobridor do berílio.

O minério berilo, que contêm o berílio, já era utilizado desde a dinastia ptolemaica. No primeiro século da Era Comum, o naturalista romano Caio Plínio Segundo mencionou em sua enciclopédia "História Natural" que o berilo e a esmeralda ("smaragdus") são similares.  O papiro de Estocolmo, escrito durante o século III e IV, contém notas sobre como preparar esmeraldas artificiais e o berilo.
O berílio (do grego "βερυλλoς", berilo) ou glucínio (do grego "γλυκυς" "doce", devido ao sabor dos seus sais) foi descoberto pelo francês Louis Nicolas Vauquelin em 1797 na forma de óxido no berilo e na esmeralda. Friedrich Wöhler e A. A. Bussy, de forma independente, isolaram o metal em 1828 a partir da reação de potássio com o cloreto de berílio.

## Propriedades Químicas
O Potencial de redução do berílio é muito maior do que dos demais elementos do grupo (ou família) 2 (anteriormente chamada 2A ou IIA). Isso indica que o berílio é menos eletropositivo (menos metálico) que os outros elementos do grupo, e não reage com a água. Especula-se que ele reage com o vapor d'água para formar óxido BeO, ou se não reage com água nem mesmo nessas condições.

## Isótopos
O Be-9 é o único isótopo estável. O Be-10 é produzido na atmosfera terrestre pelo bombardeamento do oxigênio e nitrogênio por radiações cósmicas. Foi verificado que o berílio tende a existir em solução aquosa. O berílio atmosférico formado é arrastado pela água da chuva e, uma vez na terra, a solução se torna alcalina, ficando armazenada no solo durante muito tempo (meia-vida de 1,5 milhões de anos) até a sua desintegração em B-10.
O fato de o Be-7 e o Be-8 serem instáveis tem profundas consequências cosmológicas: isso significa que os elementos mais pesados que o berílio não puderam ser produzidos por fusão nuclear no big bang.

## Precaução
O berílio e seus sais são potencialmente cancerígenos. A "beriliose" crônica é uma afecção pulmonar causada pela exposição ao pó de berílio, sendo classificada como "doença profissional".
A utilização de compostos de berílio em lâmpadas fluorescentes foi interrompida em 1949. No entanto, a exposição profissional ocorre nas indústrias nuclear e aeroespacial, no refino do metal, na fusão das ligas metálicas de berílio, na fabricação de dispositivos eletrônicos e na manipulação de outros materiais que contêm o berílio.
O berílio e seus compostos devem ser manipulados com muito cuidado; precauções extremas devem ser tomadas nas atividades profissionais que manuseiam estes tipos de materiais. A inalação prolongada pode causar, além da beriliose, câncer de pulmão. No contato com a pele pode causar eczema e ulcerações e, a absorção pela ingestão é pequena mas já foram relatados casos de ulcerações no trato digestivo.